# Harald Schoen
Harald Schoen (* 19. April 1972 in Münchberg) ist ein deutscher Politikwissenschaftler.

## Leben
Schoen studierte Politikwissenschaft, Volkswirtschaftslehre und Recht an der Otto-Friedrich-Universität Bamberg. Danach war er wissenschaftlicher Mitarbeiter am Institut für Politikwissenschaft der Johannes Gutenberg-Universität Mainz. 2003 wurde er mit der Dissertation Wählerwandel und Wechselwahl. Eine vergleichende Untersuchung zum Dr. phil. promoviert.
2008 habilitierte er sich im Fach Politikwissenschaft. Von 2009 bis 2014 war er Lehrstuhlinhaber für Politikwissenschaft, insbesondere Politische Soziologie an der Universität Bamberg und Direktor des Bamberger Centrums für Empirische Studien (BACES). Seit 2014 ist er Professor für Politische Wissenschaft, Politische Psychologie an der Universität Mannheim.
Er ist Präsidiumsmitglied der Deutschen Gesellschaft für Wahlforschung,  Mitherausgeber der Schriftenreihe Methoden der Politikwissenschaft (Springer VS) und war Redaktionsmitglied der Zeitschrift Politische Vierteljahresschrift.

## Schriften (Auswahl)
- Wählerwandel und Wechselwahl. Eine vergleichende Untersuchung. Westdeutscher Verlag, Wiesbaden 2003, ISBN 3-531-14066-3.
- hrsg. mit Jürgen W. Falter: Handbuch Wahlforschung. VS Verlag für Sozialwissenschaften, Wiesbaden 2005, ISBN 3-531-13220-2. (2. Auflage 2014)
- hrsg. mit Hans Rattinger, Oscar W. Gabriel: Vom Interview zur Analyse. Methodische Aspekte der Einstellungs- und Wahlforschung. Nomos, Baden-Baden 2009, ISBN 978-3-8329-4725-5.
- mit Andreas Jungherr: Das Internet in Wahlkämpfen. Konzepte, Wirkungen und Kampagnenfunktionen. Springer VS, Wiesbaden 2013, ISBN 978-3-658-01011-9.
- mit Oscar W. Gabriel, Kristina Faden-Kuhne: Der Volksentscheid über Stuttgart 21. Aufbruch zu neuen demokratischen Ufern?. Budrich, Opladen 2014, ISBN 978-3-8474-0093-6.
- hrsg. mit Heiko Biehl: Sicherheitspolitik und Streitkräfte im Urteil der Bürger. Theorien, Methoden, Befunde (= Schriftenreihe des Sozialwissenschaftlichen Instituts der Bundeswehr. Band 15). Springer Fachmedien, Wiesbaden 2015, ISBN 978-3-658-08607-7.